# 3. април
3. април (03.04) је 93. дан у години по грегоријанском календару (94. у преступној години). До краја године има још 272 дана.

## Догађаји
- 1043 — Едвард Исповедник је крунисан за краља Енглеске, као последњи владар из династије Весекс.
- 1512 — Турски султан Бајазит II абдицирао у корист сина Селима I.
- 1559 — Потписан је споразум у Като Камбрезију којим су окончани Италијански ратови.
- 1807 — У селу Вогањ код Руме почела Тицанова буна, у којој је учествовало 15.000 сељака из 45 села румског и илочког властелинства. Аустријска војска је за 10 дана угушила побуну, а вођа Теодор Аврамовић Тицан ухваћен је и крајем године стрељан.
- 1865 — Снаге Уније су заузеле Ричмонд, главни град Конфедеративних Америчких Држава.
- 1908 − Појавио се први аутомобил у Београду.[2]
- 1922 — Јосиф Стаљин изабран за генералног секретара Руске комунистичке партије (бољшевика).
- 1930 — Рас Тафарие постао цар Хаиле Селасије I од Абисиније (Етиопија).
- 1936 — Погубљен Бруно Хауптман, отмичар и убица сина америчког пилота Чарлса Линдберга, који је први сам прелетео Атлантски океан. Овај догађај је био повод да САД донесу Закон о отмици којим је за киднаповање уведена смртна казна.
- 1941 — Мађарски премијер Пал Телеки извршио самоубиство један дан након што је усвојен немачко-мађарски план за напад на Југославију. Телеки је био члан делегације која је 12. децембра 1940. у Београду потписала Уговор о вечном пријатељству и миру између Југославије и Мађарске. Мађарска је заједно са Немачком 6. априла 1941. напала Југославију.
- 1948 — Премијером драме Ивана Цанкара "Краљ Бетајнове" у режији Бојана Ступице, отворено је Југословенско драмско позориште у Београду. Драмски ансамбл је у почетку имао 40 чланова, директор је био писац Ели Финци, а уметнички руководилац Бојан Ступица.
- 1948 — Председник САД Хари Труман потписао је Маршалов план економске помоћи послератној Европи.
- 1975 — Руски велемајстор Анатолиј Карпов постао је светски првак у шаху, пошто је дотадашњи првак амерички велемајстор Боби Фишер одбио да брани титулу.
- 1976 — Први пут је додељена француска национална филмска награда Цезар, која се од онда додељује сваке године.
- 1979 — У Пакистану погубљен бивши председник владе Зулфикар Али Буто, који је збачен са власти војним ударом 1977. године.
- 1991 — Савет безбедности УН изгласао резолуцију о прекиду ватре у Заливском рату, наложио размештање мировних снага у региону и затражио од Ирака да уништи оружје за масовно разарање.
- 1992 — Комунистички лидер и председник Албаније Рамиз Алија поднео је оставку две недеље након избора некомунистичке скупштине.
- 1995 — Најмање 150 припадника племена Хуту, махом жена и деце, масакрирано у једном селу на североистоку Бурундија.
- 1996 — У авионској несрећи код дубровачког аеродрома Чилипи погинули су министар трговине САД Роналд Браун, сви путници (29), углавном чланови његове пратње и чланови посаде (шест).
- 1999 — Авиони НАТО бомбардовали су центар Београда, први пут од почетка ваздушних напада на СР Југославију 24. марта. Погођене су зграде републичког и савезног министарства унутрашњих послова. У Новом Саду срушен је други мост на Дунаву.
- 2000 — Припадници Сфора ухапсили су на Палама једног од ратних лидера и високог функционера Републике Српске Момчила Крајишника и предали га Међународном суду за ратне злочине у Хагу.[3]
- 2003 —
  - У Стразбуру државна заједница Србија и Црна Гора примљена у Савет Европе, као 45-та земља чланица те најстарије паневропске организације.
  - Амерички конгрес одобрио близу 80 милијарди долара за финансирање рата у Ираку.
- 2007 — Француски воз TGV оборио светски рекорд у брзини шинских возила са 574,8 km/h.

## Рођења
- 1783 — Вашингтон Ирвинг, амерички писац, есејиста, биограф, историчар и дипломата. (прем. 1859)[4]
- 1880 — Ото Вајнингер, аустријски филозоф. (прем. 1903)[5]
- 1893 — Лесли Хауард, енглески глумац, редитељ и продуцент. (прем. 1943)[6]
- 1895 — Марко Орешковић, учесник Шпанског грађанског рата и Народноослободилачке борбе и народни херој Југославије. (прем. 1941)
- 1916 — Соња Маринковић, учесница Народноослободилачке борбе и народни херој Југославије. (прем. 1941)[7]
- 1921 — Џен Стерлинг, америчка глумица. (прем. 2004)[8]
- 1922 — Дорис Деј, америчка глумица, певачица и активисткиња за права животиња. (прем. 2019)[9]
- 1923 — Радивоје Лола Ђукић, српски редитељ и сценариста. (прем. 1995)[10]
- 1924 — Марлон Брандо, амерички глумац и редитељ. (прем. 2004)[11]
- 1927 — Ева Секељ, мађарска пливачица. (прем. 2020)[12]
- 1930 — Хелмут Кол, немачки политичар, 6. канцелар Немачке. (прем. 2017)[13]
- 1940 — Волф Калер, немачки глумац.[14]
- 1942 — Марша Мејсон, америчка глумица и редитељка.[15]
- 1943 — Ранко Мунитић, српско-хрватски теоретичар, критичар и историчар уметности, а такође и сценариста, редитељ, новинар и ТВ водитељ. (прем. 2009)[16]
- 1946 — Бранко Милићевић, српски глумац и писац.[17]
- 1958 — Алек Болдвин, амерички глумац.
- 1961 — Еди Марфи, амерички глумац, комичар и певач.[18]
- 1964 — Бјарне Рис, дански бициклиста.[19]
- 1969 — Бен Менделсон, аустралијски глумац.[20]
- 1972 — Кетрин Макормак, енглеска глумица.[21]
- 1972 — Ђула Мештер, српски одбојкаш.
- 1973 — Џени Гарт, америчка глумица.[22]
- 1974 — Маркус Браун, амерички кошаркаш.[23]
- 1978 — Метју Гуд, енглески глумац.[24]
- 1978 — Кариме Лозано, мексичка глумица.[25]
- 1978 — Томи Хас, немачки тенисер.[26]
- 1982 — Софија Бутела, француско-алжирска глумица, модел и плесачица.[27]
- 1982 — Коби Смалдерс, канадска глумица и модел.[28]
- 1985 — Лиона Луис, енглеска музичарка и глумица.[29]
- 1986 — Аманда Бајнс, америчка глумица.[30]
- 1986 — Милена Ћеранић, српска певачица.
- 1988 — Тим Крул, холандски фудбалер.[31]
- 1991 — Хејли Кијоко, америчка музичарка, глумица и плесачица.[32]
- 1992 — Ана Бјелица, српска одбојкашица.[33]
- 1996 — Марко Радовановић, српски кошаркаш.[34]
- 1996 — Сара Џефри, канадска глумица, певачица и плесачица.[35]
- 1997 — Габријел Жезус, бразилски фудбалер.[36]

## Смрти
- 33 — Исус Христ, оснивач хришћанства (рођ. 8-2 године пре нове ере)[тражи се извор]
- 1682 — Бартоломео Муриљо, шпански сликар (рођ. 1618)[37]
- 1897 — Јоханес Брамс, немачки композитор и пијаниста. (рођ. 1833)[38]
- 1915 — Надежда Петровић, српска сликарка. (рођ. 1873)[39]
- 1941 — Пал Телеки, мађарски политичар.[40]
- 1986 — Ђорђе Караклајић, композитор и диригент, музички уредник Радио Београда. (рођ. 1912)[41]
- 1991 — Грејем Грин, енглески писац (рођ. 1904) [42]
- 2008 — Нада Бјелогрлић, редитељ Драмског програма Радио Београда. (рођ. 1925)

## Празници и дани сећања
- Српска православна црква слави:
  - Светог Јакова - епископа и исповедник
  - Преподобног Кирила - епископа катанског у Сицилији
  - Светог Тому - патријарха цариградског
  - Преподобног Серапиона